# Mendeley
Mendeley は学術論文の管理とオンラインでの情報共有を目的とした、デスクトップアプリケーションおよびウェブアプリケーションの引用管理ソフトウェアである。PDFファイルの文献情報を管理するデスクトップアプリケーションである "Mendeley Desktop" と、オンラインの研究者ネットワークを提供する "Mendeley Web" から構成されている。

## 歴史
Mendeley は2007年にロンドンで創始され、最初の公開ベータ版は2008年8月にリリースされた。開発チームは様々な学術機関の研究者・大学院生・オープンソース関係の開発者らから構成された。Mendeley Ltd. への出資者の中には、Last.fm のかつての総括責任者や Skype 立ち上げ時の技術者、ワーナー・ミュージック・グループのデジタル戦略担当主任、それにケンブリッジ大学やジョンズ・ホプキンス大学といった大学の研究者たちが含まれている。
Mendeley は "European Start-up of the Year 2009"や、TechCrunch Europas の "Best Social Innovation Which Benefits Society 2009"など、いくつかの賞を受賞している。またイギリスの新聞であるガーディアンは、Mendeley Ltd. を "Top 100 tech media companies" の第6位に位置付けた。

## 特徴
- Mendeley Desktop は Qt を使って作られており、Windows、Mac、Linux のいずれの OS でも動作する。
- PDF ファイルのメタデータの自動抽出
- オンラインの個人アカウントを利用することで、複数のコンピュータ間での同期やバックアップが可能。
- 付箋紙やテキストの強調表示、フルスクリーン表記機能の付いた PDF ファイルビューアを搭載。
- 全文検索
- スマートフィルタ、タグ機能、PDF ファイルの自動リネーム機能
- Microsoft Word や OpenOffice への引用・参考文献挿入プラグインの提供
- ウェブブラウザのブックマーク経由での、外部ウェブサイト（PubMed、Google Scholar、arXiv 等）からの文献のインポート機能
- BibTeX 形式の出力、ファイル同期
- 文献リストの共有、論文に付けた注釈やタグの共有
- ソーシャル・ネットワーキング・サービス（ニュースの配信、コメント、プロフィールページ等）の提供
- 利用状況に基づいた、論文・著者・出版物に関する統計情報の提供
- iPhone アプリケーション（2021年3月15日終了）[10]
- 機関向プランMendeley Institutional Editionをリリース（オランダ-スエッツ社との提携）

## リリースノート
- 2010年2月：0.9.6 beta
- 2009年7月：0.9.0 beta
- 2008年12月：0.6.0 beta
- 2008年8月13日：当時の Last.fm の総括責任者 Stefan Glänzer、Skype の技術者（KDE の開発者）らによる立ち上げ

## メンテナンス

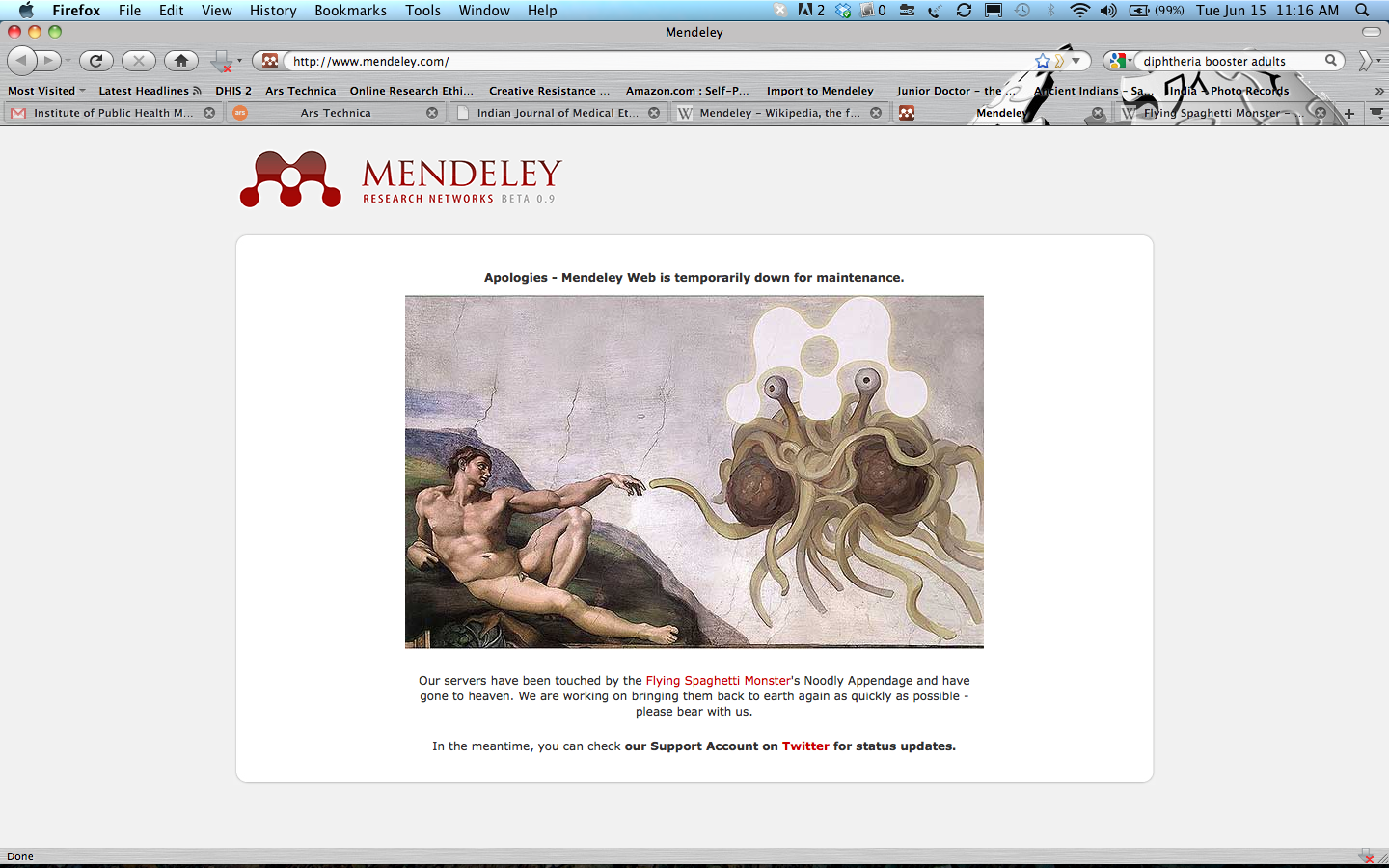
ウェブサイトのメンテナンス中に表示される、空飛ぶスパゲッティ・モンスター。モンスターの頭上に Mendeley のロゴが輝く。

Mendeley の公式サイトのサーバメンテナンス中には、ミケランジェロの「アダムの創造」のパロディである空飛ぶスパゲッティ・モンスターのイラストが表示される。Mendeley のウェブサイトではしばしばこの画像が登場し、Flickr 上で高解像度版が提供されている。